# Máriakéménd
Máriakéménd is een plaats (község) en gemeente in het Hongaarse comitaat Baranya. Máriakéménd telt 548 inwoners (2001).